# Eresus elhennawyi
Espèce
Eresus elhennawyi est une espèce d'araignées aranéomorphes de la famille des Eresidae.

## Distribution
Cette espèce se rencontre au Maroc et en Algérie.

## Description
Le mâle holotype mesure 8,1 mm et la femelle paratype 19,7 mm.

## Systématique et taxinomie
Cette espèce a été décrite par Řezáč, Vaněk et Střeštík en 2023.

## Étymologie
Cette espèce est nommée en l'honneur de Hisham K. El-Hennawy.

## Publication originale
- Řezáč, Vaněk & Střeštík, 2023 : « Eresus elhennawyi sp. n. (Araneae: Eresidae), a new velvet spider mimicking mutilid wasps from north-western Africa. » Serket, vol. 19, no 3, p. 340-354.